# 三鬼彰
三鬼 彰（みき あきら、1921年2月16日 - 2000年6月22日）は、日本の実業家。八幡製鐵の初代社長を務めた三鬼隆の長男で、後身会社である新日本製鐵の会長や、日本経済団体連合会副会長を務めた。また、タレントの出川哲朗の外従父に当たる。

## 来歴・人物
岩手県釜石市出身。官立新潟高等学校、京都帝国大学法学部を経て、戦時中の1943年に日本製鐵へ入社。過度経済力集中排除法による日本製鐵解体後は富士製鐵で秘書室長、総務部長など主に管理畑を経験した。
新日本製鐵発足後は、父・隆が八幡製鐵社長だった人脈を通じて社内融和に尽力。専務、副社長就任以降はプラザ合意による円高不況対策などに努め、高炉休止など合理化を推進した。1987年に副社長から新日鉄初の副会長となり、その後に病で退任した武田豊会長の後を受けて1989年から1994年まで会長を務めた。1989年から1997年まで日本経済団体連合会副会長。
1994年、勲二等旭日重光章受章。
2000年6月22日、呼吸不全のため逝去。